# IFA-Kombinat Personenkraftwagen
Der VEB IFA-Kombinat Personenkraftwagen Karl-Marx-Stadt war ein Kombinat im Industrieverband Fahrzeugbau (IFA) in der Deutschen Demokratischen Republik.
Zu den Produkten des Kombinats gehörten hauptsächlich kleine bis mittlere Pkw sowie Kleintransporter, die in den Sachsenring Automobilwerken Zwickau, dem Automobilwerk Eisenach und den Barkas-Werken Karl-Marx-Stadt (Fertigung am Standort Frankenberg-Hainichen) gefertigt wurden.

## Geschichte

### Gründung
Die VVB Automobilbau Karl-Marx-Stadt als Vorgänger des IFA-Kombinat Personenkraftwagen sowie der IFA-Kombinate Nutzkraftwagen und Zweiradfahrzeuge wurde 1958 gegründet. Die VVB war wirtschaftsleitendes Organ und unterstand zuerst der Staatlichen Plankommission, ab 1965 dem Volkswirtschaftsrat, ab 1971 dem Ministerium für Verarbeitungsmaschinen- und Fahrzeugbau und ab 1974 dem Ministerium für Allgemeinen Maschinen-, Landmaschinen- und Fahrzeugbau.
Im Zuge der allgemeinen Kombinatsgründung wurde die VVB 1978 aufgelöst und in ihrer Leitungstätigkeit durch die Kombinate des Fahrzeugbaus ersetzt. Die Kombinate Personenkraftwagen und Nutzkraftwagen wurden hierbei neugegründet, während das Kombinat Zweiradfahrzeuge und das Kombinat Spezialaufbauten und Anhänger bereits seit 1970 innerhalb der VVB existierten. Die Kombinate waren im Industrieverband Fahrzeugbau zusammengeschlossen und unterstanden dem Ministerium für Allgemeinen Maschinen-, Landmaschinen- und Fahrzeugbau. Weitere zentral geleitete Kombinate im Zuständigkeitsbereich dieses Ministeriums sind in der Liste von Kombinaten der DDR aufgeführt.
Das IFA-Kombinat Spezialaufbauten und Anhänger Werdau wurde 1983 aufgelöst und dem Kombinat Nutzkraftwagen angegliedert. Im Folgejahr wurde der ehemalige Stammbetrieb VEB Kraftfahrzeugwerk „Ernst Grube“ Werdau an das IFA-Kombinat Pkw angegliedert. Neben Anhängern wurden in der Folgezeit auch Baugruppen für die Trabant-Herstellung produziert.

### Auflösung
Im Zuge der Wende und der anschließenden Wiedervereinigung wurde das Kombinat 1990 aufgelöst und in die IFA-Personenkraftwagen Aktiengesellschaft überführt, die den Hauptteil der ehemaligen Kombinatsbetriebe umfasste. Eine große Zahl weiterer Betriebe wurde allerdings eigenständig privatisiert beziehungsweise abgewickelt. Das Automobilwerk Eisenach beteiligte sich nicht an der IFA-Pkw AG und wurde bis zum Jahresende 1991 abgewickelt. Auf ehemaligen Grundstücken des Automobilwerks nahm zeitgleich zu dessen Abwicklung Opel Eisenach die Montage des Opel Vectra A auf.
Die Sachsenring Automobilwerke Zwickau und die Barkas-Motorenwerke Chemnitz wurden aus der IFA-Pkw AG heraus durch Volkswagen übernommen und wurden zum Volkswagenwerk Zwickau, das zunächst mit der Fertigung von VW Polo II und VW Golf II begann, und zum Motorenwerk Chemnitz, das den Montagestandort mit Motoren belieferte. Eine Produktion von Viertaktmotoren der Baureihe VW EA111 begann am Standort Karl-Marx-Stadt schon 1984 auf Fertigungslinien, die durch die Volkswagen AG gestellt wurden. Deren Gegenwert wurde durch Motoren-Lieferungen in den Westen abgegolten.
Ausgegliederte Betriebsteile der übernommenen Betriebe sowie in der IFA-Pkw AG verbliebene Zulieferbetriebe wurden einzeln privatisiert und zu großen Teilen abgewickelt. Die IFA-Pkw AG wurde 1993 abgewickelt.

## Produkte
Zum Kombinat gehörten diverse Zulieferbetriebe, die die Automobilwerke mit Teilen, Komponenten und Maschinen belieferten. Die vertikale Integration wurde mit der Zeit weiter ausgebaut, indem beispielsweise ab 1987 Gießereibetriebe des aufgelösten Kombinats Gießereianlagenbau und Gußerzeugnisse (GISAG) übernommen wurden. Auch andere IFA-Kombinate wurden mit Komponenten beliefert.
Während des Bestehens des IFA-Kombinats Personenkraftwagen wurden die Fahrzeugmodelle Trabant 601, kurzzeitig Trabant 1.1, Wartburg 353, Wartburg 1.3 und Barkas B 1000 beziehungsweise B 1000-1 produziert.
Die Jahresproduktion des Kombinats lag zuletzt bei 145.000 Trabant, 71.400 Wartburg, 7.400 Barkas sowie 7.600 Wohnzeltanhängern und 1.900 Wohnwagen.

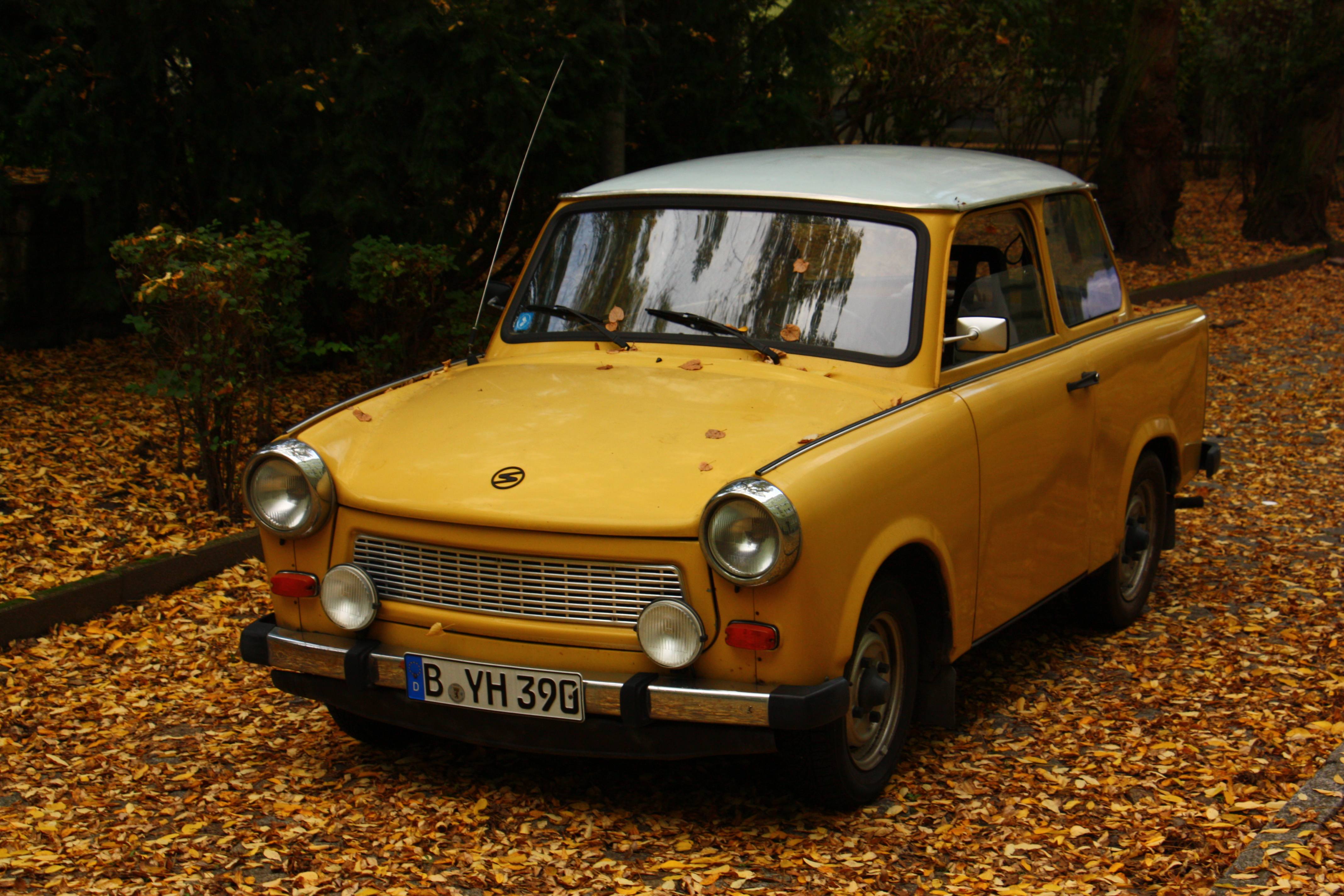
Trabant 601 (1964–1990)
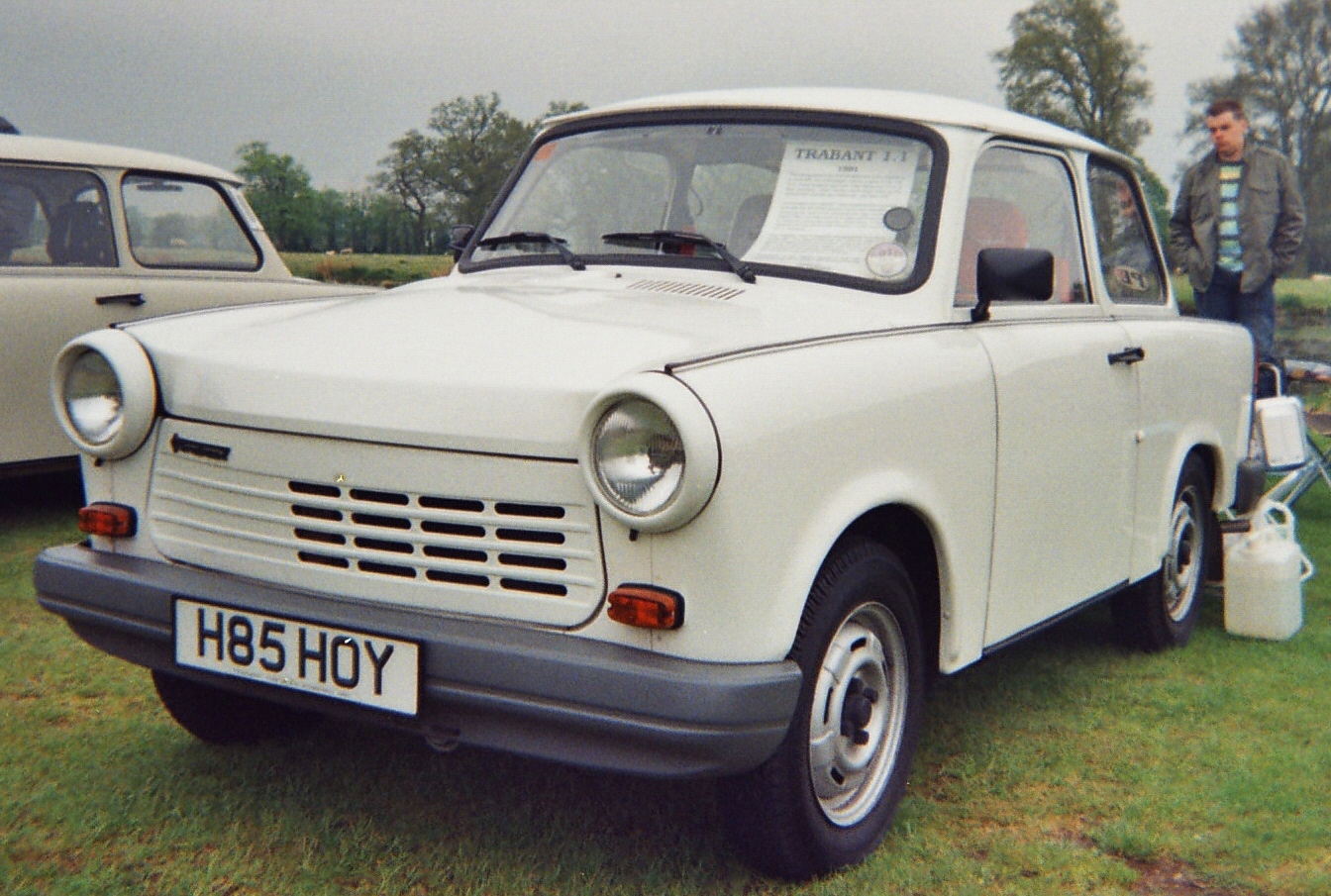
Trabant 1.1 (1990–1991)
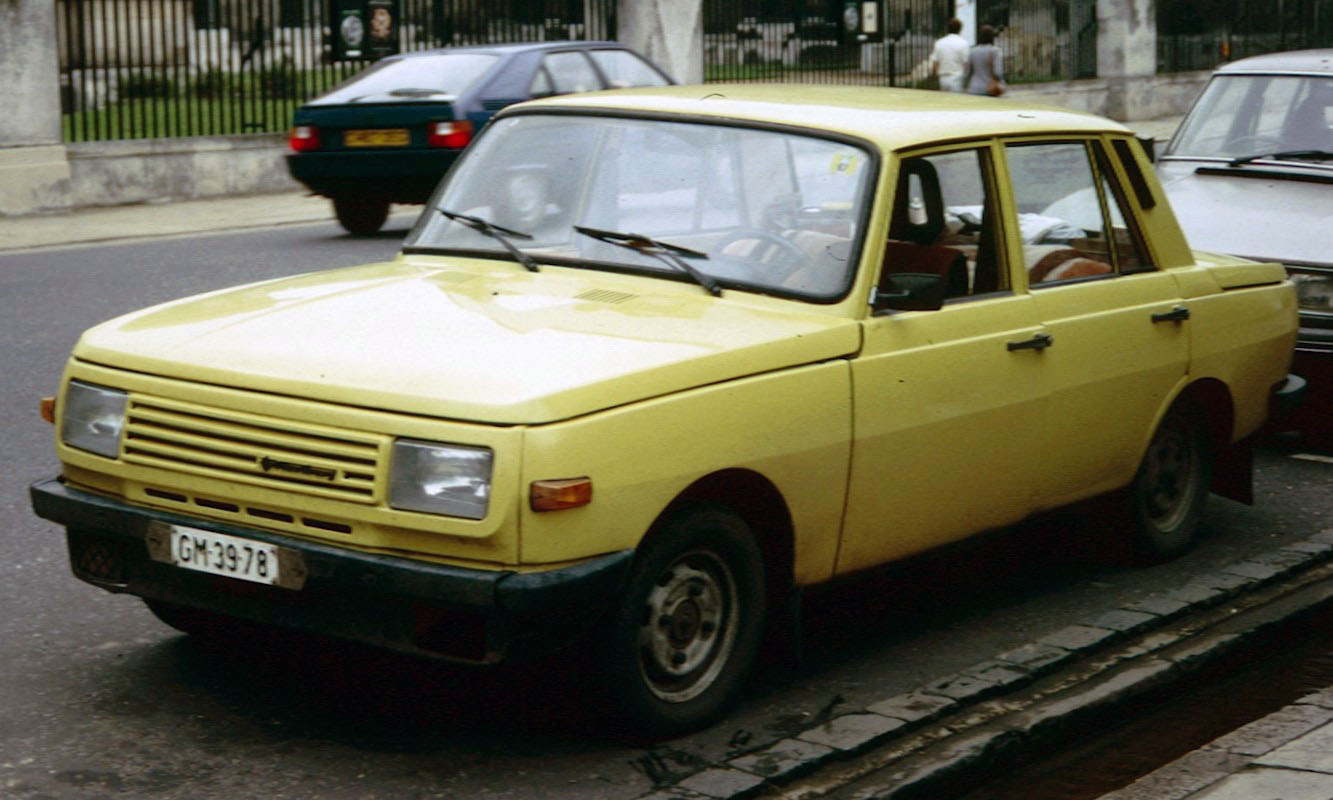
Wartburg 353 (1966–1989)
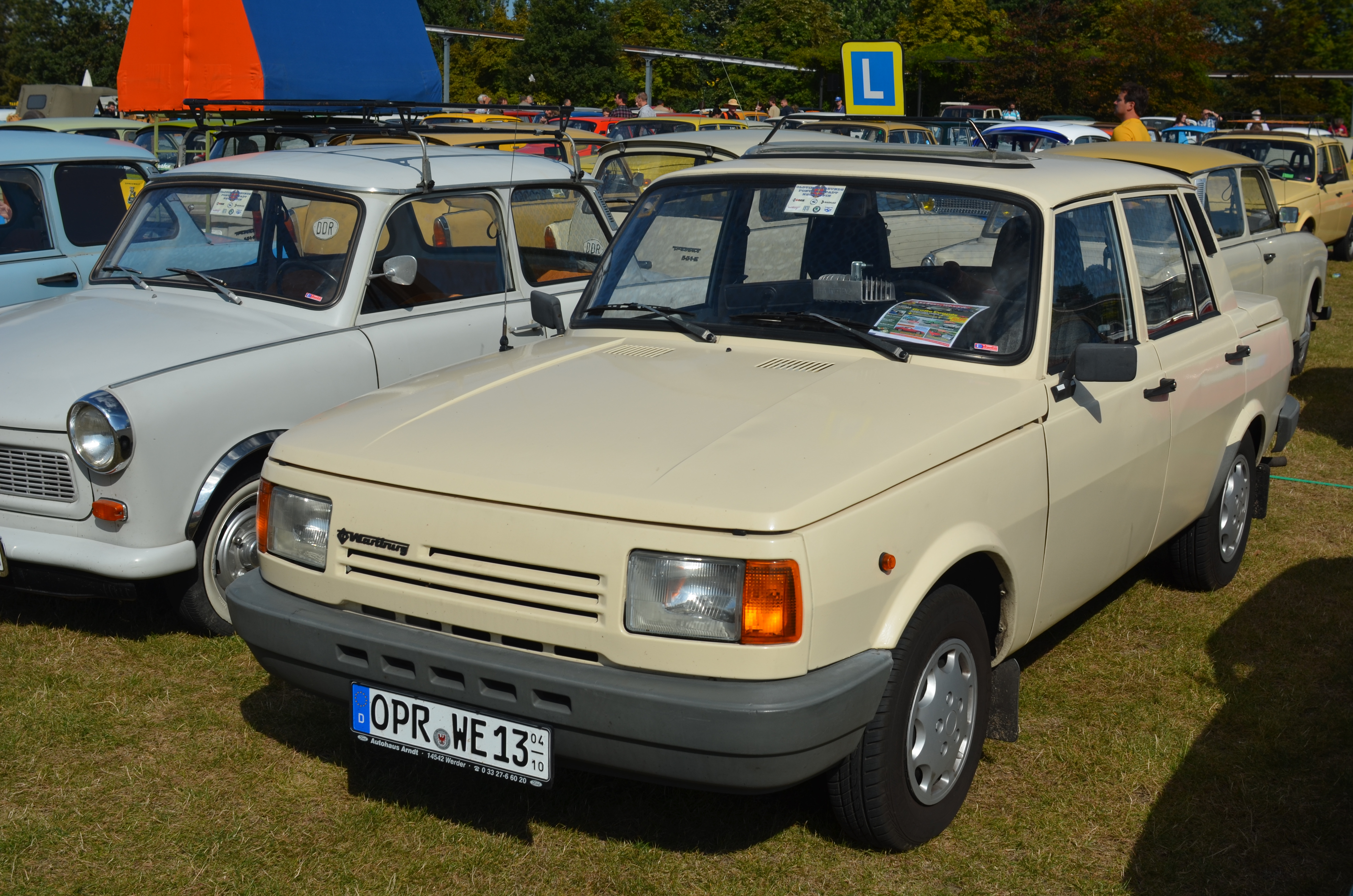
Wartburg 1.3 (1988–1991)
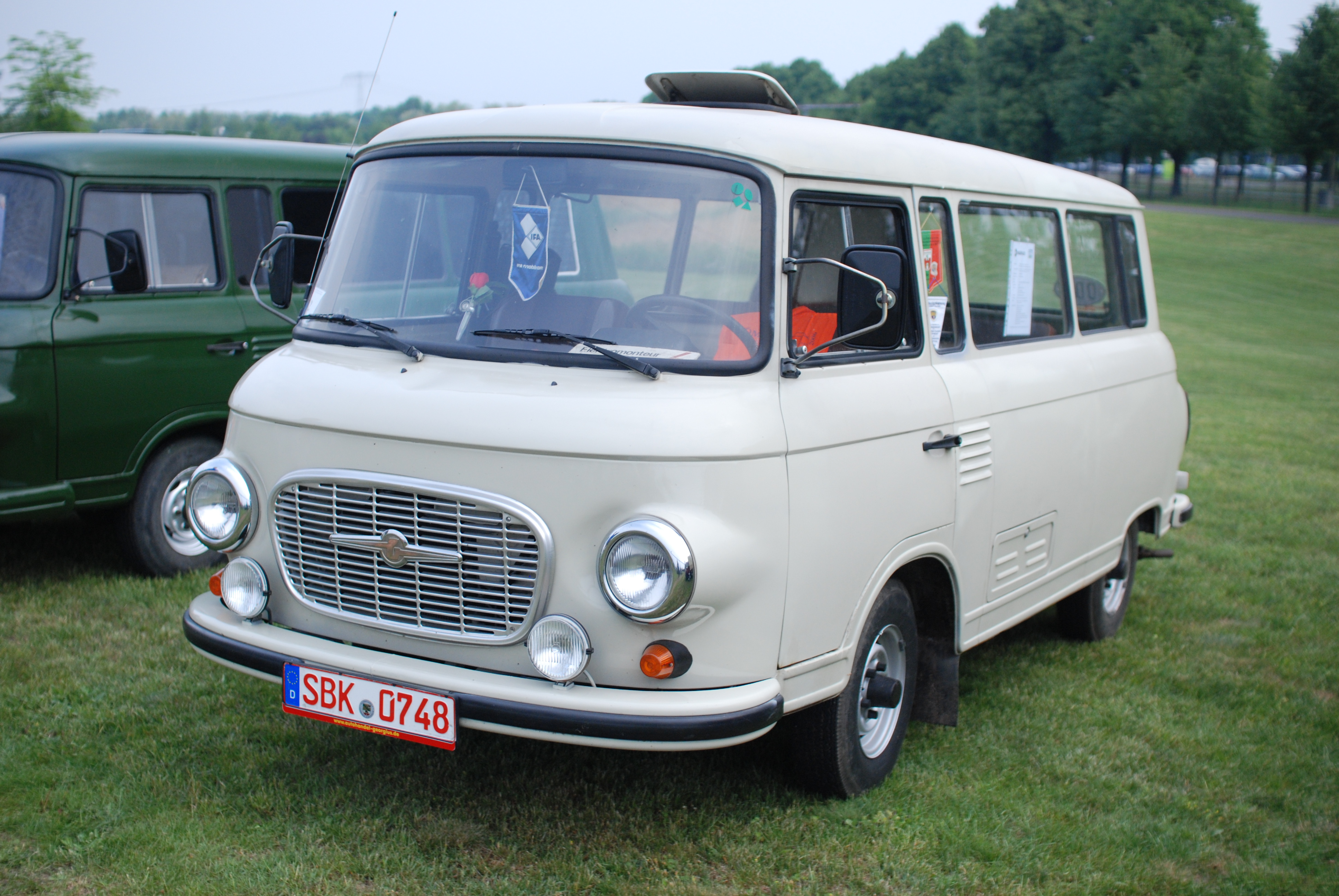
Barkas B 1000 (1961–1990)
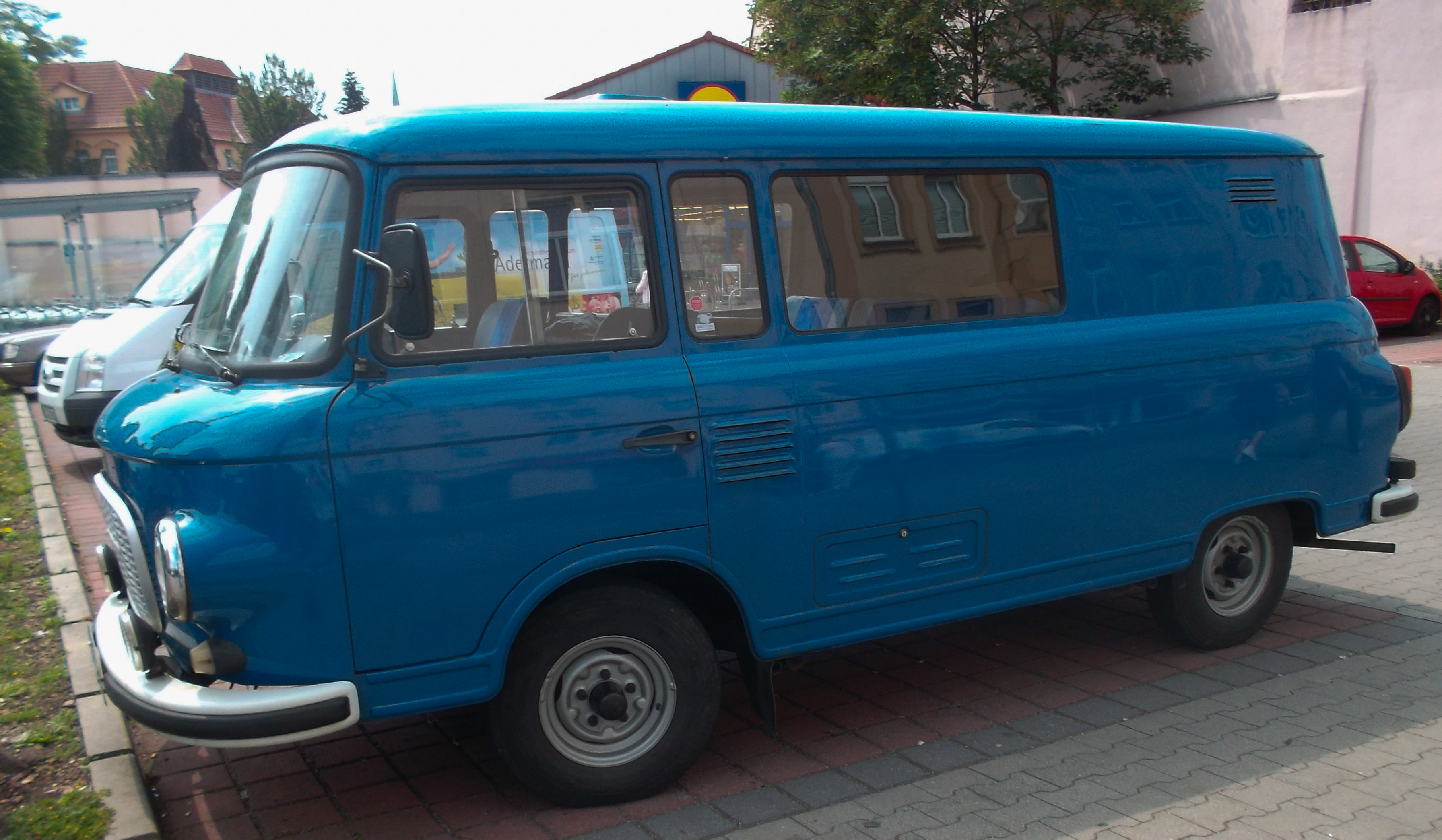
Barkas B 1000-1 (1990–1991)

## Zugehörige Betriebe
Zum Kombinat gehörten zuletzt die folgenden Betriebe:
- VEB Barkas-Werke Karl-Marx-Stadt; (Stammbetrieb ab 1984)
  - VEB Wissenschaftlich-Technisches Zentrum Automobilbau (WTZ)
- VEB Achsen-, Federn- und Schmiedewerke Hermann Matern Roßwein
- VEB Automobilwerk Eisenach (AWE)
- VEB Berliner Vergaser- und Filterwerke (BVF); (zuvor im IFA-Kombinat Nutzkraftwagen)
- VEB Blechverformungswerk Leipzig
- VEB Döbelner Beschläge- und Metallwerk; (bis 1981 im Kombinat Schlösser und Beschläge Döbeln)
- VEB Druckguß und Formenbau Berlin-Weißensee; (bis 1987 Teil der GISAG)
- VEB Druckguß und Kolbenwerk Harzgerode; (bis 1987 Teil der GISAG)
- VEB Eisenhammerwerk Dresden-Dölzschen; (bis 1987 Teil der GISAG)
- VEB Fahrzeugheizungen Kirchberg
- VEB Fahrzeugzubehörwerk Ronneburg
- VEB Gießerei und Modellbau Schönheiderhammer; (bis 1987 Teil der GISAG)
- VEB HAZET Kraftfahrzeugwerk Zwickau; (bis 1984 im Kombinat Baukema)
- VEB IFA Karosseriewerk Dresden (KWD)
- VEB IFA Karosseriewerk Meerane (KWM); (ehemals: „Gustav Hornig Wagenfabrik Meerane“)
- VEB IFA Vertrieb Berlin
- VEB IFA Vertrieb Dresden
- VEB IFA Vertrieb Erfurt
- VEB IFA-Vertrieb für Kraftfahrzeug-Ersatzteile Karl-Marx-Stadt
- VEB IFA Vertrieb Halle
- VEB IFA Vertrieb Karl-Marx-Stadt, Sitz Zwickau
- VEB IFA Vertrieb Magdeburg
- VEB IFA Vertrieb Neubrandenburg
- VEB IFA Vertrieb Rostock
- VEB Imperhandel – IFA-Vertrieb für Importerzeugnisse Berlin
- VEB Karosseriewerke Halle (KWH); (bis 1984 im IFA-Kombinat Nutzkraftwagen und zuvor im IFA-Kombinat Spezialaufbauten und Anhänger)
- VEB Kraftfahrzeugwerk „Dr. Theodor Neubauer“ Gotha; (bis 1983 im Kombinat ILKA Luft- und Kältetechnik)
- VEB Kraftfahrzeugwerk „Ernst Grube“ Werdau; (bis 1984 im IFA-Kombinat Nutzkraftwagen und zuvor Stammbetrieb des IFA-Kombinat Spezialaufbauten und Anhänger)
- VEB Metallschlauchwerk Zwickau; (bis Anfang der 1980er im Kombinat „Fortschritt“ Landmaschinen)
- VEB Metallwarenfabrik Beierfeld; (bis 1980 direkt unterhalb des Ministeriums für Bezirksgeleitete Industrie und Lebensmittelindustrie)
- VEB Rationalisierung und Projektierung Berlin (Ratioprojekt); (bis 1987 direkt unterhalb des Ministeriums für Allgemeinen Maschinen-, Landmaschinen- und Fahrzeugbau)
- VEB Renak-Werke Reichenbach
- VEB Sachsenring Automobilwerke Zwickau (AWZ)
- VEB Sächsische Modellbaubetriebe Leipzig; (bis 1987 Teil der GISAG)
- VEB Stoßdämpferwerk Hartha
- VEB Transportausrüstungen Cainsdorf; (bis Anfang der 1980er im Kombinat Maschinenbau Karl-Marx-Stadt)
- VEB Werkzeugmaschinenfabrik Gotha; (bis 1984 im Kombinat Maschinenbau Arnstadt)
- VEB Werkzeugmaschinenfabrik Johanngeorgenstadt; (bis 1984 im Kombinat Umformtechnik „Herbert Warnke“ Erfurt)

Der VEB Traktorenwerk Gotha – ein Zulieferbetrieb und früherer Komponentenlieferant für das Traktorenwerk Schönebeck – war zum Zeitpunkt der Kombinatsgründung ein Betrieb des IFA-Kombinats Personenkraftwagen und firmierte ab 1984 als VEB Fahrzeugachsen Gotha. Damit wurde der Betrieb dem IFA-Kombinat Nutzkraftwagen unterstellt.